# Luzinay
Luzinay é uma comuna francesa na região administrativa de Auvérnia-Ródano-Alpes, no departamento de Isère. Estende-se por uma área de 18,96 km². Em 2010 a comuna tinha 2 377 habitantes (densidade: 125,4 hab./km²).